# Elektromyografie

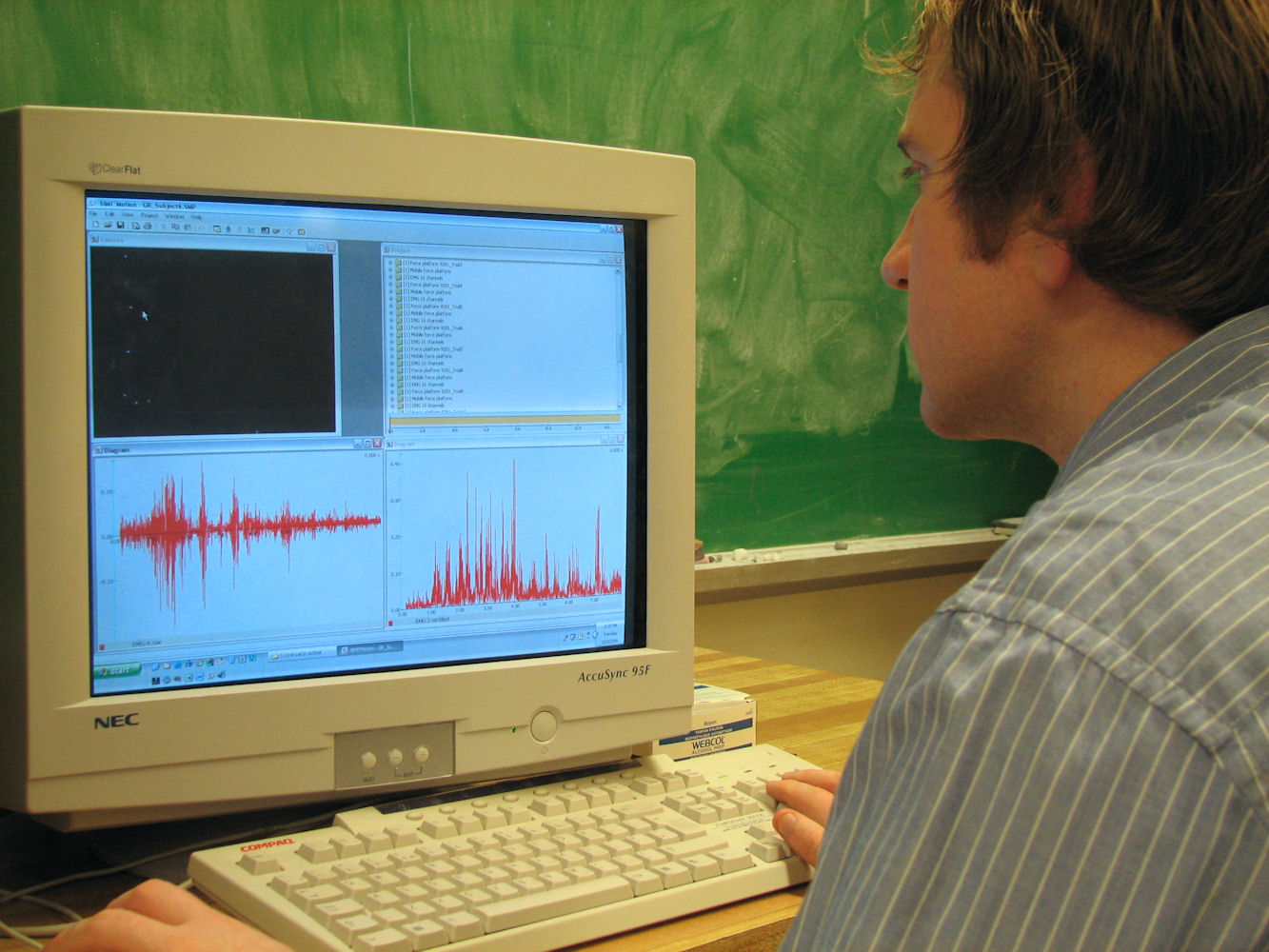
Een elektromyogram

Elektromyografie is in de geneeskunde en in de sport een onderzoekstechniek waarbij de elektrische activiteit van spieren wordt gemeten, meestal in relatie tot stimulatie van de voor die spier activerende zenuw.
De elektrische activiteit wordt soms geregistreerd op papier en soms hoorbaar gemaakt. De resulterende grafiek heet een elektromyogram of EMG.
De spieractiviteit kan worden gemeten door elektroden, die op twee verschillende manieren kunnen worden gebruikt:
- op de huid boven op de spier (dit is pijnloos) of
- in de spier, door middel van naald-elektrodes (dit is nauwkeuriger)

De basis van de techniek is dat contractie van een spier wordt ingeleid door verschijnselen die een elektrisch signaal afgeven. De gemeten spanningen bij een EMG bevinden zich tussen de 50 μV en 30 mV. 
Een ECG (elektrocardiogram) is eigenlijk een elektromyogram van het hart.